# فلوریموند فان هالمه
فلوریموند فان هالمه (به انگلیسی: Florimond Van Halme) بازیکن فوتبال اهل بلژیک و عضو تیم ملی فوتبال بلژیک است که در تاریخ ۵ مه ۱۹۲۱ میلادی اولین بازی ملی‌اش را مقابل تیم ملی فوتبال ایتالیا انجام داد. او در ۳۷ بازی ملی حضور داشت و جمعاً ۳۲۴۰ دقیقه برای تیم ملی فوتبال بلژیک به میدان رفت. فلوریموند فان هالمه آخرین بازی ملی خود را در تاریخ ۲۵ مه ۱۹۳۰ میلادی در برابر تیم ملی فوتبال فرانسه انجام داد. وی در بازی‌های ملی‌اش ۱ گل به ثمر رساند.